# Пищулина, Клавдия Антоновна
Клавдия Антоновна Пищулина (10 ноября 1934, село Большой Самовец, Грязинский район, Липецкая область, РСФСР, СССР — 5 февраля 2021) — советский и казахстанский востоковед.

## Биография
В 1946 году вместе с семьёй переехала на Дальний Восток.
В 1952 году окончила среднюю школу станции Известковая Транссибирской железной дороги в Хабаровском крае с золотой медалью.
В 1952 году принята без экзаменов на Исторический факультет Московского государственного университета им. М. В. Ломоносова.
В 1957 году окончила с отличием Исторический факультет, Институт восточных языков (Институт стран Азии и Африки) при МГУ.
В 1957—1959 годах стажёр, аспирант Института стран Азии и Африки при МГУ им. М. В. Ломоносова (тема: Аграрное законодательство и реформы в Иране (Персия) времени Реза-шаха Пехлеви).
С 1959 году в городе Алма-Ата в Институте истории, археологии и этнографии им. Ч. Ч. Валиханова Академии наук Казахской ССР.
С 1959 году младший научный сотрудник отдела истории сопредельных стран Зарубежного Востока (Сектор востоковедения).
С 1963 году младший научный сотрудник отдела истории дореволюционного Казахстана.
В 1972—1984 годах учёный секретарь Института.
В 1979 году защитила кандидатскую диссертацию по монографии «Юго-Восточный Казахстан в середине XIV — начале XVI веков (Вопросы политической и социально-экономической истории)».
В 1984—1986 годах старший научный сотрудник Отдела древней и средневековой истории Казахстана.
В 1986—2010 годах ведущий научный сотрудник Отдела древней и средневековой истории Казахстана.
В 1996—2001 годах заведующий Отделом древней и средневековой истории Казахстана.
В 1998 году награждена орденом «Достык».

## Семья
Муж — историк Али Уразович Джандосов. Дочь — историк Заринэ Алиевна Джандосова, завкафедрой в СПбГУ. Сын — экономист Ораз Алиевич Джандосов.